# Adalberto II di Toscana
Adalberto, detto il Ricco, (IX secolo – 16 settembre 915) è stato marchese di Toscana e Tutor Corsicae dall'884 alla morte.

## Biografia
Era figlio del marchese della stirpe dei Bonifaci Adalberto I e di Rotilde, appartenente alla stirpe dei Guidonidi e figlia di Guido I di Spoleto, nobile franco, e sorella di Lamberto I e Guido II di Spoleto, il quale fu re d'Italia e Imperatore: questi ultimi furono quindi suoi zii materni.
Si e schierò con lo zio, l'imperatore Guido di Spoleto, contro Berengario I e poi contro Arnolfo di Carinzia; caduto prigioniero di quest'ultimo nell'894 e liberatosi, parteggiò per Berengario, combattendo per lui nell'898 a Borgo San Donnino contro Lamberto II di Spoleto. Imprigionato e liberatosi nuovamente, contrappose a Berengario Ludovico il Cieco che il 12 ottobre 900 fece incoronare a Pavia, ma lo abbandonò presto, per ritornare tra i seguaci di Berengario, seguendo la tipica politica mutevole dei grandi feudatari italiani.
Nell'896 Adalberto donò il territorio di Montieri con le relative miniere d'argento al vescovo di Volterra Arboino e i vescovi della suddetta città esercitarono i diritti giurisdizionali su Montieri per i successivi quattro secoli.

## Matrimonio e figli
Sposò Berta di Lotaringia, figlia di Lotario II di Lotaringia e vedova di Tebaldo di Provenza. Essi ebbero come figli:
- Guido, conte e duca di Lucca, fu marchese di Toscana dal 915 al 929;
- Lamberto, conte e duca di Lucca, fu marchese di Toscana dall'929 all'931.